# Joseph Bougoüin
Joseph Bougoüin est un architecte français, né le 10 juin 1871 à Nantes et mort le 6 août 1956 dans la même ville. Il travaille aux côtés de son père François et de son frère Paul. On lui doit la réalisation de plusieurs villas balnéaires à La Baule-Escoublac.

## Biographie
Joseph Marie François Bougoüin naît le 11 juin 1871 à Nantes. Il est diplômé de l’École des Beaux-Arts de Paris en 1895.
Avec son père et son frère Paul, il réalise les plans des villas balnéaires 
Les Hirondelles (vers 1900),
Ker Marguerite (1890), 
La Korrigane, 
Les Lutins,, 
Le Manège (vers 1891),
La Mi-Temps (1900), 
Saint-Luc (vers 1890) et
Sam Play (1910) à La Baule-Escoublac.
Il construit la villa balnéaire Les Algues à la fin du XIXe siècle au Pouliguen.
Il est également conseiller municipal de Nantes de 1904 à 1908. Il y décède le 6 août 1956.